# Termos usados em biossegurança

Símbolo internacional de risco biológico

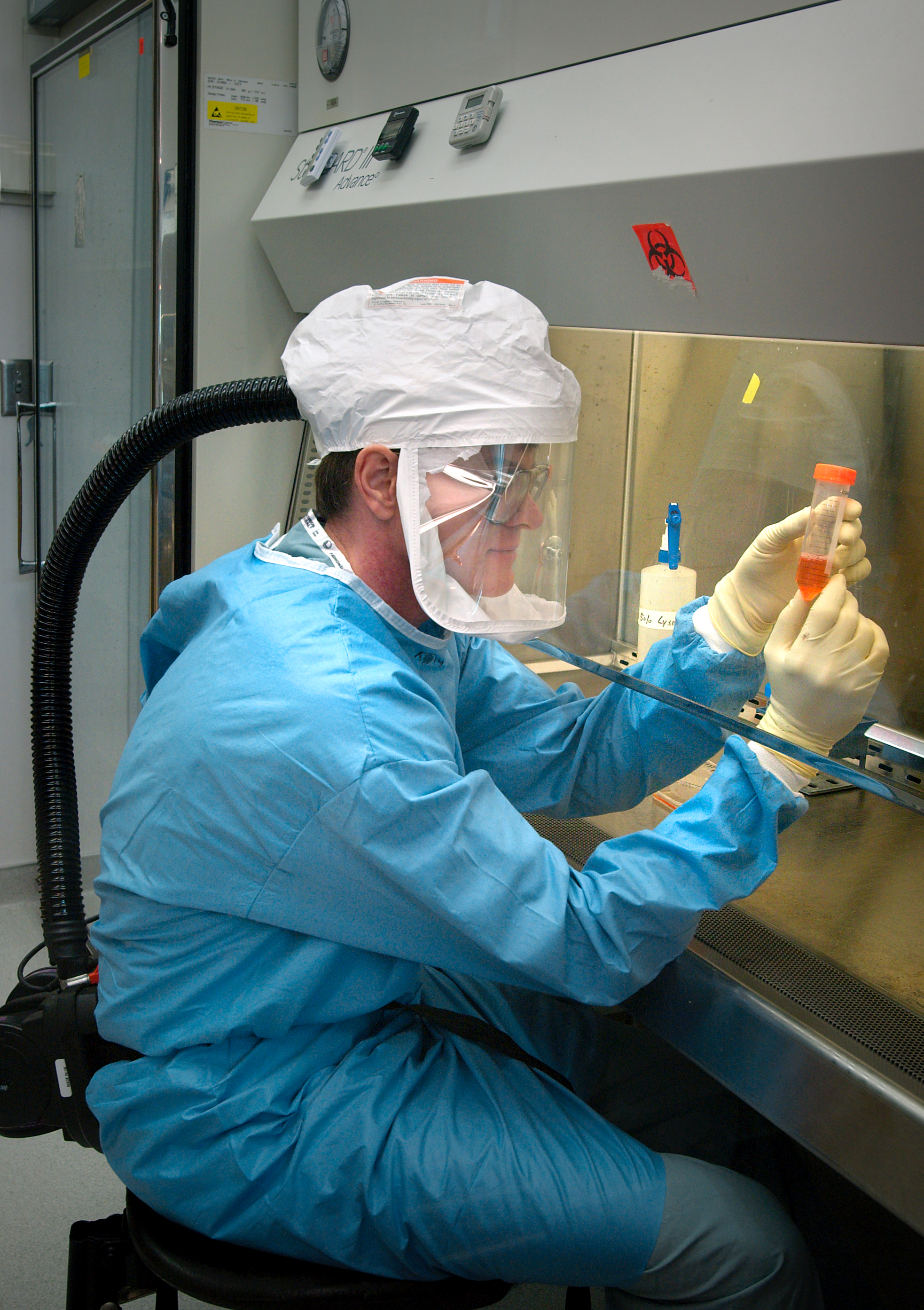
Máscara facial com insuflamento de ar

Sinalizador da presença de agentes biológicos e o perigo de contaminação biológica.

Termos técnicos usado em Biossegurança.
- Aerossol
- Aerossolização
- Alteração seletiva
- Antissepsia
- Assepse: ausência de infecção ou de material ou agente infeccioso.
- Assepsia
- Bacteremia
- Biofilme
- Choque
- Choque séptico
- Colonização
- Contágio mediato
- Contágio por vetores
- Contaminação
- Desinfecção
- Degermação
- Descontaminação
- Desinfestação
- Doença endêmica
- Doença epizoótica
- Doença infecciosa
- Doença pandêmica
- Dose infecctiva
- Epidemiologia
- Esporocida ou esporicida
- Ferida
- Fômite
- Gotícula de Flügge
- Incidência
- Infecção
- Infecção cruzada
- Infecção emergente
- Infecção endógena
- Infecção exógena
- Infecção hospitalar ou nosocomial
- Infectividade
- Infestação
- Limpeza
- Pasteurização
- Patogenicidade
- Poliquimioterapia
- Precauções universais
- Prevalência
- Quarentena
- Quimioprofilaxia
- Reservatório
- Sanificação
- Sepse
- Soroprevalência
- Superinfecção ou suprainfecção
- Taxa ou índice específico de infecção
- Taxa ou índice global de infecção
- Taxa ou índice de infecção pós-operatória
- Taxa de letalidade
- Taxa ou índice de mortalidade por infecção hospitalar
- Tendência secular, periódica e sazonal
- Tuberculocida ou tuberculicida
- Veículo
- Vigilância epidemiológica
- Virucida
- Virulência